# Bebelis modesta
Bebelis modesta är en skalbaggsart som först beskrevs av Belon 1903. Bebelis modesta ingår i släktet Bebelis och familjen långhorningar.
Artens utbredningsområde är Panama. Inga underarter finns listade.